# 残り火-eternal BED-
『残り火-eternal BED-』（のこりび エターナル・ベッド）は、日本の女性歌手、DOUBLEの16枚目のシングル（16th Single）。

## 概要
- 2007年第3弾シングル。12月5日にCDのみでリリース。全4曲収録。なお、ミュージック・ビデオとメイキング映像はベストアルバム『10 YEARS BEST WE R&B』（コンプリート盤）に収録されている。
- 「残り火-eternal BED-」は、3枚目のシングル「BED」以来、9年ぶりとなる松尾潔をプロデュースに迎えた。4枚目の「Shake」以降、一貫してセルフプロデュースを続けていたが、本作では作詞は松尾、作曲は松尾とJin Nakamuraに任せ、本人は歌うことに徹している。この松尾、Jin Nakamuraの両者は、EXILEの大ヒットシングル「Lovers Again」を作り上げたコンビで、この曲を気に入ったTAKAKOが両者にプロデュースを依頼した。ミュージック・ビデオに登場する相手役は、ファッションモデルの中村悠斗。歌詞に歌手のベイビーフェイスが登場している。
- カップリング曲は、4枚目のアルバム『Reflex』の収録曲「Winter Love Song」のオーケストラ・バージョンが収録されている。
- ジャケット写真は12月12日に発売された写真集「月刊 DOUBLE」で撮影されたものである。
- 全国のラジオ局のオンエア回数を調査している会社プランテックのWEEKLY AIRPLAY CHARTにて、12月12日付「残り火-eternal BED-」がオンエア500回越えを記録し、先週の35位から急浮上し首位を獲得した。さらに全国ラジオ局1週間（12月3日〜12月9日）でのオンエア回数が524回に達し、史上最多記録を更新した。それまでの最多オンエア回数が桑田佳祐「明日晴れるかな」の460回ということもあり、調査史上初の500回越えを果たした曲となる。

## 収録曲
| CD |                                  |                                                                   |  |
| 1 | 残り火-eternal BED-              | 作詞 : 松尾潔 / 作曲 : Jin Nakamura, 松尾潔 / 編曲 : Jin Nakamura |  |
| 2 | Winter Love Song -Sweet Suite-   | Written by TAKAKO, Troy Taylor / Arranged by Jun Abe              |  |
| 3 | 残り火-eternal BED- (D.O.I. Mix) |                                                                   |  |
| 4 | 残り火-eternal BED- (Less Vocal) |                                                                   |  |
| その他クレジット |                                  |                                                                   |  |
| Produced and Organized by Kiyoshi "KC" Matsuo for Never Too Much Productions Mastered by Masayo Takise at M's disk mastering. [track 1,3,4] all vocals : TAKAKO, programming and all instruments : Jin Nakamura, recorded and mixed by Maki Kosugi at PLANET KINGDOM, Featuring samples from "BED" (DOUBLE/Maestro-T/K.Matsuo), [except] track 3 mixed by D.O.I. at Daimonion Recordings, [track 2] all vocals : TAKAKO, bass : Teppei Kawasaki strings : Linnko Kishi Group, programming and all other instruments : Jun Abe, recorded & mixed by Hiroaki Sato, recorded at Sunrise Studio Towerside, mixed at Griot Studio, vocal recorded by Haruna Takahashi (MIXER'S LAB) Art Direction : Kaie Murakami(SIMONE inc.) Photography : Takaki_Kumada (Mild inc.), Produce : Iwata Hair Stylist : Goro Ito (be-glee), Make up : Akemi Ono, Stylist : Tsugumi Watari (ANGLE), Nail : Izumi Onozuka A&R : Kazuhiro Imanari (For Life Music Entertainment), A&R Assistant : Rika Hiroi (For Life Music Entertainment), Chief Management : Takahiro Fujishiro (ARTIMAGE INC.) Assistant Management : Naomi Bessho (ARTIMAGE INC.), Executive Producer : Yutaka Goto (For Life Music Entertainment), Hiroyoshi Ueda, Masaji Asakawa (ARTIMAGE INC.) |                                  |                                                                   |  |

### 公式作品ページ
- 残り火-eternal BED- - 公式サイト（DOUBLE GROOVE SITE）
- 残り火-eternal BED- - 公式サイト（DOUBLE | ARTIMAGE OFFCIAL WEBSITE）
- 残り火-eternal BED- - 公式サイト（DOUBLE | FOR LIFE MUSIC ENTERTAINMENT,INC.）
- 残り火-eternal BED-（配信） - 公式サイト（DOUBLE | FOR LIFE MUSIC ENTERTAINMENT,INC.）
- 残り火-eternal BED- - 『10 YEARS BEST WE R&B』スペシャルサイト（DOUBLE10YEARS.COM）

### 公式壁紙
- 残り火-eternal BED- 1600×1200
- 残り火-eternal BED- 1280×1024
- 残り火-eternal BED- 1152×864
- 残り火-eternal BED- 1024×768
- 残り火-eternal BED- 800×600